# Ядерний графіт

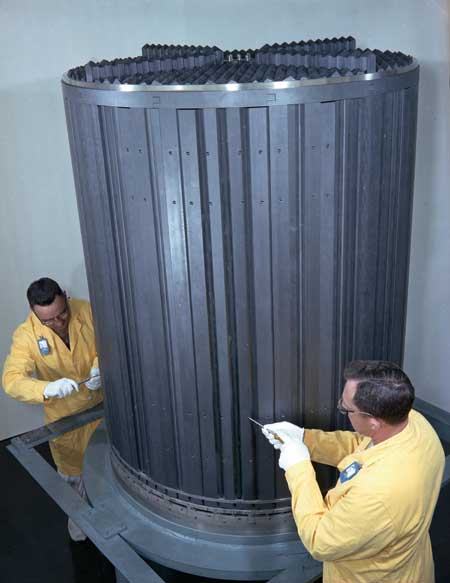
Графітове ядро експериментального реактора на розплавах солей.

Ядерний графіт (англ. nuclear graphite, рос. ядерный графит) — полігранулярний графітний матеріал, що використовується в стрижнях ядерних реакторів, виготовлений з графітного вуглецю високої чистоти. Висока чистота необхідна для того, щоб уникнути поглинання низькоенергетичних нейтронів та утворення небажаних радіоактивних речовин.